# Thelypteris refracta
Thelypteris refracta là một loài thực vật có mạch trong họ Thelypteridaceae. Loài này được (Fisch. & Mey. ex Kunze) C.F. Reed miêu tả khoa học đầu tiên năm 1968.